# Pau Ferro (Recife)
Pau-Ferro é um bairro do Recife, Pernambuco.
É considerado o último reduto rural da cidade do Recife.. Sua população é formada basicamente por granjeiros,comerciantes e caseiros das granjas. O principal acesso ao local é a Estrada de Aldeia. O meio de transporte mais usado pelos moradores é a bicicleta e a principal diversão à noite é a televisão. 
Faz limite, no Recife, apenas com o bairro da Guabiraba, em que fica incrustado, limitando-se, também, com o município de Camaragibe. Os moradores, em sua maioria, se consideram pertencentes a esse município, vizinho à capital pernambucana, devido ao limite territorial e os impostos pagos. Porém, a coleta de lixo é feita por uma empresa licenciada pela Prefeitura do Recife. Possui a maior taxa de analfabetismo de adultos da cidade do Recife, sendo 30% da população nessa situação no ano 2000. Em 2010, sua taxa de analfabetismo era de apenas 3,1%, muito baixa se comparada com a taxa de 2000 de 30%.
Trata-se de um dos bairros menos conhecidos pelos recifenses. Está incluído na Zona Especial de Proteção Ambiental 2.

## Demografia
Área Territorial: 44 ha.
População: 72 habitantes.
Densidade demográfica: 1,65 hab./ha.